# 普魯塔克
普魯塔克（希臘語：Πλούταρχος，約46年—125年），又译蒲魯塔克，生活於羅馬時代的希臘作家，以《比較列傳》(常稱為《希臘羅馬名人傳》)或《希臘羅馬英豪列傳》）一書留名後世。他的作品在文藝復興時期大受歡迎，蒙田對他推崇備至，莎士比亞不少劇作都取材於他的記載。

## 生平
約於克劳狄一世的執政時期，生於希臘中部的軍事要塞維奧蒂亞的奇羅尼亞。家境富裕，曾到雅典學習修辭、數學、哲學；並在德爾斐的阿波羅神廟擔任祭師，該職位為終身制，他是兩位之一。廣遊地中海地區，到過埃及的亚历山大港及小亞細亞，並到羅馬講學，結識不少權貴。然一生鍾情家鄉，大部分時間在喀羅尼亞渡過，專注寫作、教學，他的聲名不脛而走，曾被哈德良帝任為资深长官。

## 作品

Moralia, 1531

現存的《比較列傳》有46篇是成對的（一個希臘人物比較一個羅馬人物，例如亞歷山大大帝比較凱撒），另有4篇獨立成篇。普魯塔克在書中表明，該書的目的並非記載歷史，而旨在說明人的性格如何決定命運。除了《列傳》，普魯塔克也留下大量雜文，後世學者習慣總稱為《道德小品》 ，現存70多篇，部分疑為偽作，這些雜文的題材廣泛，趣味盎然。

## 接受史
普魯塔克生前廣受愛戴，死後聲名不墜，不論基督教神父或是非基督徒作家都推崇其作品。普魯塔克的著作頗為完整地保存在拜占庭的圖書館，論傳世作品的數量，他在古代作家中算數一數二。在文藝復興時期，學者開始刊印他的作品，尼德蘭學者伊拉斯谟促成首部印刷版普魯塔克文集的出版，並將《道德小品》其中一篇《論諂諛》譯成拉丁文，獻給英王亨利八世。
1559年，翻譯家雅克·阿米歐將《列傳》譯為法文，1572年再將《小品》譯出。這是最重要的普魯塔克譯本，也被譽為西方文學史上最重要的翻譯作品之一。蒙田讀的正是雅克的譯本，他受普魯塔克影響甚深，有人稱他為「法國的普魯塔克」。當時普魯塔克在法國算得上家喻戶曉，據說劇作家拉辛曾向路易十四朗讀《列傳》的章節，連戲劇家莫里哀的著名喜劇《女學究》（Les Femmes savantes）也提到普魯塔克。
1579年，諾斯（Thomas North）將昂約本的《列傳》轉譯為英文，據學者考證，不少莎劇都取材自諾斯本的《列傳》，包括《安东尼与克莉奥佩屈拉》（Antony and Cleopatra）和《科利奥兰纳斯》（Coriolanus）。
19世紀西方學術界開始重視歷史的真實性，普魯塔克的敍述被批評為不盡属实，因此受到冷遇，讀者數量大減。到了現代，學術界才對普魯塔克的作品重新估價 。

## 延伸阅读
- 普鲁塔克. . 史家名著书系. 由席代岳翻译. 吉林出版集团有限责任公司. 2012. ISBN 9787546366210 （中文（简体））.
- （英文） [序文介紹了普魯塔克在西方的接受史，另附實用的參考書目]